# Diecezja Same
Diecezja Same – diecezja rzymskokatolicka  w Tanzanii. Powstała w 1963 jako prefektura apostolska. Diecezja od 1977.

## Biskupi diecezjalni
- Henry J. Winkelmolen, † (1964–1977)
- Josaphat Louis Lebulu (1979–1998)
- Jacob Venance Koda (1999–2010)
- Rogatus Kimaryo, C.S.Sp., od 2010